# Michele Landolfi
Michele Landolfi (Airola, 3 marzo 1878 – Napoli, 7 marzo 1959) è stato un medico italiano.

## Biografia
Noto e stimato medico originario della provincia di Benevento, visse ed operò a Napoli, dove fu sempre al fianco di Giuseppe Moscati come amico e collega, fornendo poi testimonianze importanti per la sua beatificazione. Michele Landolfi nacque ad Airola, il 3 marzo del 1878 da Andrea e da Luisa Tavassi e compì i suoi studi presso l'Università di Napoli, sotto la guida di noti medici tra cui Leonardo Bianchi, Pietro Castellino, Domenico Capozzi e Antonio Cardarelli. Si laureò in medicina nel 1902, emergendo sin da giovanissimo per l'impegno di ricercatore scientifico. Fu nominato assistente e poi aiuto di Domenico Capozzi presso l’Ospedale degli Incurabili iniziò ad insegnare nel 1904 su incarico dello stesso; due anni più tardi fu nominato aiuto onorario presso la III clinica medica di Gaetano Rummo, divenendo poi per concorso nel 1907 coadiutore straordinario degli ospedali Incurabili e Riuniti. Contemporaneamente all’insegnamento universitario divenne docente di Semeiotica Medica nell'ateneo napoletano e fu per anni alla guida di un'importante scuola. Riconosciuto nell'ambiente medico napoletano, anche in occasione dell'epidemia di colera del 1911 fu incaricato della direzione delle Sale di Isolamento presso l'Ospedale degli Incurabili, dove già in precedenza emerse per le cure prestate ai terremotati di Calabria e Sicilia ricoverati a Napoli. Sempre nel 1911 fu nominato bibliotecario dell’Ordine Sanitario di Napoli e fu poi coadiutore in soprannumero dal 1913 al 1924, della III clinica e poi della II e della I, diretta da Pietro Castellino.
Egli inoltre aderì entusiasticamente al fascismo e il 9 novembre 1930 tenne proprio a Napoli una conferenza presso L'Unione di Elevamento Sociale del Mezzogiorno sul tema: Da Vittorio Veneto attraverso la marcia su Roma, all'Italia Imperiale-fascista. All'interno del suo discorso emerge una sentita ammirazione per Mussolini, il quale l’anno dopo lo propose personalmente per la nomina a Cavaliere Mauriziano. Nel 1935 Landolfi non esitò a consegnare alla Patria per la causa nazionale anche la medaglia d'oro ricevuta in questa occasione e quella, opera d'arte del prof. Avolio, consegnatagli nell'ambito delle onoranze del 1927.
Per tutto il corso della sua vita Landolfi continuò ad essere Docente di Semeiotica Medica all'Università di Napoli Federico II, membro dei Consigli Direttivi dell'Università Popolare di Napoli, della Società Italiana Fascista di studi Scientifici sulla Tubercolosi e dell'Associazione Liberi Docenti dell’Università di Napoli. Fu anche Consulente medico onorario dell'Ospedale dei Pellegrini. Tra le numerose onorificenze ricevute nel corso della sua duratura carriera va ricordata quella di Commendatore della Corona d’Italia.
Morì il 7 marzo del 1959, all'età di 81 anni, a Napoli.

## Attività scientifica

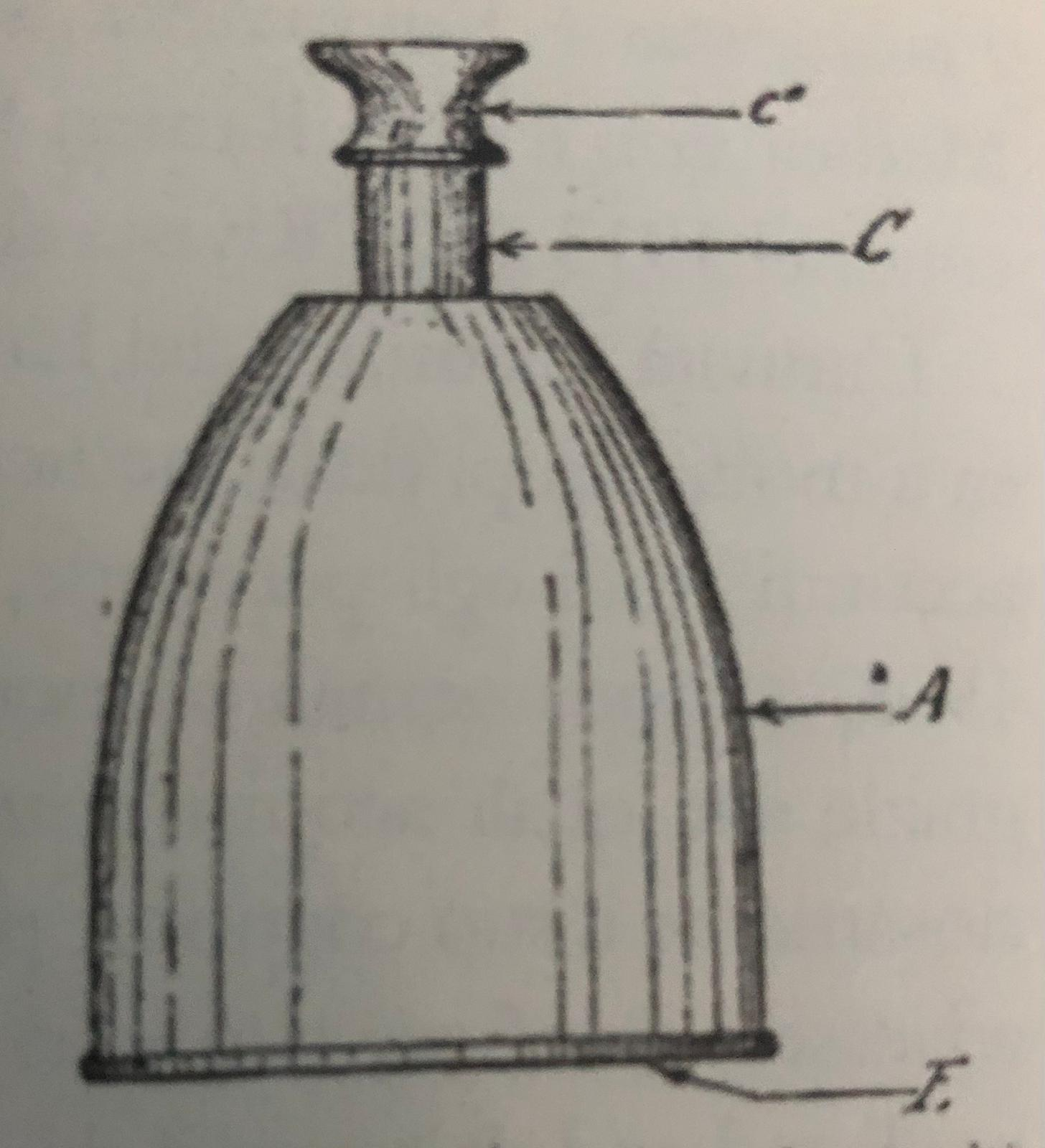
Schema illustrativo del Fonacoscopio, apparecchio per auscultazione di cui Landolfi fu inventore

### L'invenzione del fonacoscopio e le altre scoperte
Ai primi anni del Novecento risalgono importanti scoperte scientifiche di Landolfi insieme alle sue prime pubblicazioni, tra le quali si ricordano Le diagnostic prècoce de la tuberculose pulmonaire apparso sulla Semaine Mèdicale a Parigi nel 1906, uno studio pubblicato nello stesso anno sulla Rivista Critica di Clinical Medica, edita a Firenze, ed alcuni rilevanti scritti sull'utilizzo del fonacoscopio, un apparecchio ideato dal medico, con l'aiuto di Ranieri Papale.
Il fonacoscopio era uno strumento innovativo tramite cui il paziente medesimo poteva effettuare alcune percussioni sulla parete toracica anteriore mentre il medico auscultava quella posteriore, ed era utilissimo per la diagnosi preventiva della tubercolosi polmonare o per la diagnosi differenziale tra polmonite e pleurite. L'impatto di questa invenzione fu notevole, tanto che il nuovo strumento venne prodotto e messo in vendita dalla Carlo Erba di Milano. L’invenzione del fonacoscopio fu determinante nella carriera del Landolfi e vanno ricordate in relazione a questa scoperta alcuni suoi scritti illustrativi, tra cui: Fonacoscopio e Fonacoscopia, scritta nel 1906 sulla Riforma Medica e scienze Affini con Ranieri Papale e la Fonacoscopia, pubblicata nel 1913 sulla Rivista di Medicina e scienze Affini.
L’attività scientifica di Landolfi fu molto intensa, arrivando a ricoprire numerosi campi della medicina e della semeiotica: grazie a scrupolosi studi egli pervenne, nel periodo che va dal 1906 al 1908, a fondamentali scoperte mediche di grande rilievo, grazie alle quali acquisì fama in Italia ed all'estero.  Per quanto riguardano i suoi lavori più celebri si ricordano, oltre a quelli già menzionati sulla tubercolosi polmonare, alcune fondamentali ricerche e saggi sull'insufficienza aortica, sull’autosiero-diagnosi, sull'autosieroprognosi, sull'acutireazione, con Papale, sul respiro ondulante e sul pneumotorace, sul calcolo di probabilità applicato alla prognosi, uno studio sui trasudati ed essudati, un metodo per l'esame completo della digestione intestinale e uno per l'esame dell'indacano delle urine, e infine uno studio sui punti d'ipofonesi per la diagnosi della tubercolosi polmonare. In quello stesso periodo Landolfi pubblicò articoli e saggi sulle sue scoperte e sulle sue ricerche, collaborando a prestigiose riviste mediche tra le quali si ricordano: La Riforma Medica, la Gazzetta Internazionale di Medicina, Pediatria, il Tommasi, il Morgagni e La Gazzetta degli Ospedali.
Con lo scoppio della prima guerra mondiale, Landolfi prestò una continua opera di assistenza ai malati ed ai feriti in qualità di Consulente Medico del Comitato di Organizzazione civile di Napoli-sez.Vicaria.
Non appena finita la guerra Landolfi riprese i suoi lavori portando a termine importanti ricerche, tra cui si ricordano quelle sui segni delle bronchiectasie, sui fenomeni interferenziali, e sul fremito cranio-vocale. 
Durante gli anni '20 partecipò a numerosi congressi in Italia e all'estero, nei quali ebbe l'opportunità di trattare le conclusioni dei suoi studi medici, poi pubblicati nei relativi atti.

### La presidenza dell'AVIS campana
Nel 1929 Landolfi fu nominato Direttore dell'Istituto Achille De Giovanni, fondato a Napoli nello stesso anno; l'attività svolta alla guida dell'Istituto fu di grande rilievo, grazie alla pubblicazione di innumerevoli lavori scientifici e con la partecipazione dei membri dell'Istituto a importanti congressi medici, molti dei quali da loro stessi organizzati a Napoli.
Tra i contributi di Landolfi all'interno dell'Istituto va menzionata la pubblicazione della rivista Nuova Medicina Italica da lui stesso diretta, insieme alla collaborazione dei più illustri clinici d'Italia, l'organizzazione di corsi sulle malattie respiratorie e tubercolari ed infine la creazione di una struttura sanitaria modello, nata praticamente dal nulla e che nei primi cinque anni della sua attività poteva contare già cinquemila visite ospedaliere eseguite.
Infine, sotto la guida del Landolfi, l'Istituto De Giovanni funzionò anche come sezione campana dell'Associazione Volontari Italiani del Sangue (AVIS), sorta da poco in Italia e avente sede centrale a Milano. Successivamente egli divenne Presidente della sezione napoletana dell'AVIS nel primo anno di attività, nonché membro del Consiglio direttivo centrale e delegato per l'Italia meridionale e la Sicilia.

Nel 1933 Landolfi presiedette a Milano l'inaugurazione del II Congresso Nazionale dell'AVIS e due anni più tardi aderì al ricevimento tenutosi a Roma a Palazzo Venezia per i partecipanti al Congresso Internazionale della Trasfusione del Sangue; in quest'occasione Mussolini pose la sua firma sulla tessera del socio Brizi Cronye, meritevole di aver donato circa diciassette litri di sangue con sessantanove trasfusioni.
Oltre ad essere direttore di ‘Nuova Medicina Italica’  Landolfi esercitò l'attività giornalistica anche come condirettore di ‘Minerva Libera’, organo dell'Associazione dei liber Docenti Napoletani, e come redattore capo di ‘Folia Medica’.

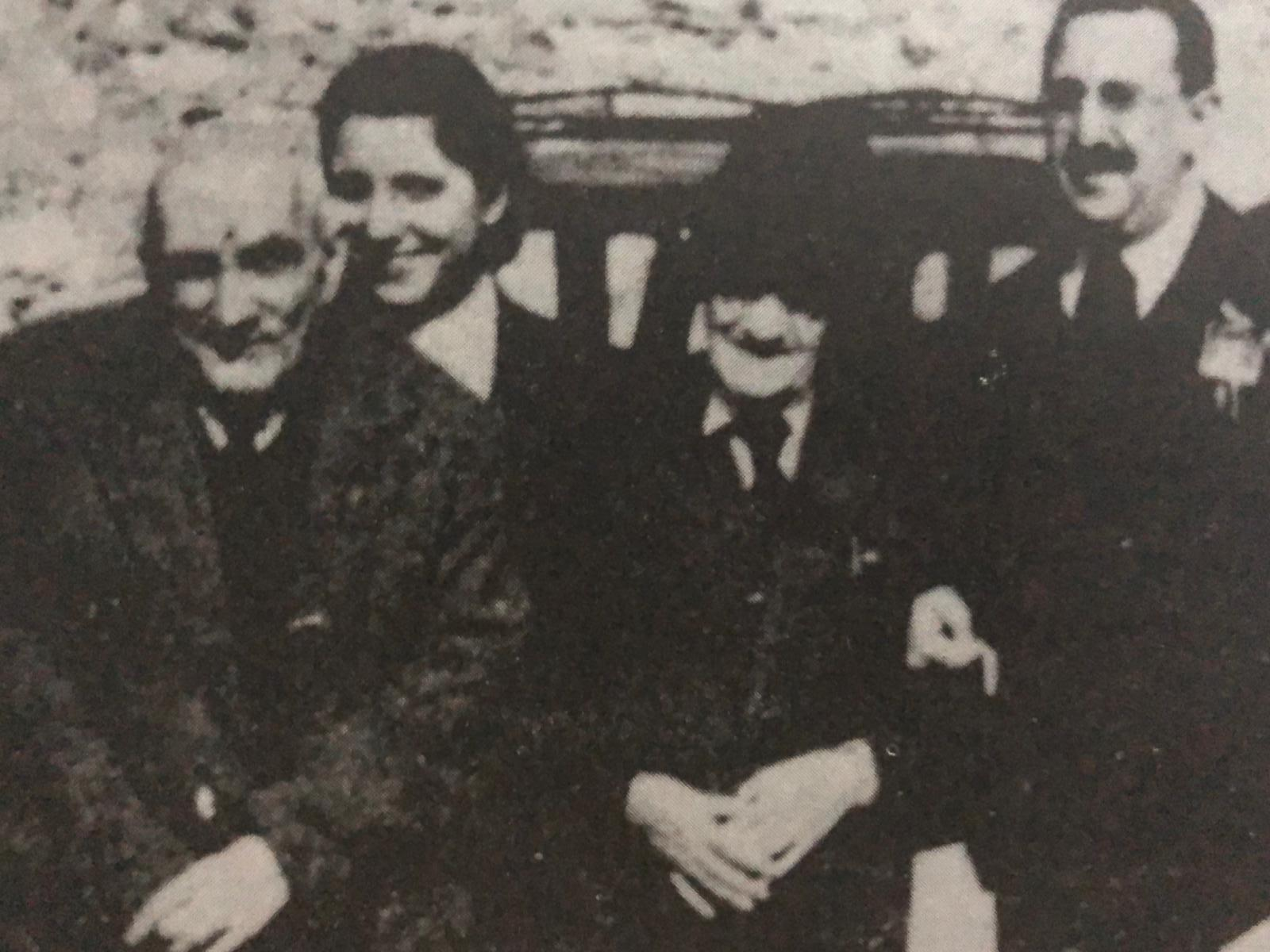
Una delle ultima fotografie di Michele Landolfi con i dottori Giacomo Zamparelli e Andrea Ferrannini, in occasione del III Congresso dei Medici sanniti, tenutosi a Benevento nel 1951

## I rapporti con i colleghi e con Giuseppe Moscati
Landolfi fu sempre legato strettamente ai suoi luoghi d'origine. Proprio in uno dei suoi volumi dedicò ampio spazio alla descrizione dei luoghi della Valle Caudina, e al ricordo di tanti illustri conterranei della Scuola medica napoletana.
Fu sempre affettuoso nei confronti dei colleghi e questi sempre ricambiarono, a tal punto che nel 1927, in occasione del 25º anniversario della sua laurea, fu organizzata un'imponente manifestazione a lui dedicata, dall'Unione Operaia di Elevamento Sociale del Mezzogiorno, presso la sede napoletana della Società Centrale Operaia. A Landolfi fu dedicata una statua della vittoria alata dai suoi concittadini di Airola e durante la cerimonia intervennero le più autorevoli personalità locali dell'epoca: tra i membri del Comitato d'Onore, il segretario federale di Benevento Arturo Jelardi, e i medici Vincenzo Bianchi, Giovanni Pascale, Onofrio Fragnito e Andrea Ferranini.
Landolfi fu definito 'medico dei poeti' proprio per questo stretto legame con i letterati e gli artisti del suo tempo, come Giacomo Armò e Libero Bovio.
L'intimità più stretta fu quella creatasi con Giuseppe Moscati, che oltre ad essere un legame di amicizia fu anche di collaborazione professionale: Moscati, Landolfi e Ferrannini lavorarono infatti insieme come giornalisti della ‘Riforma Medica’, il periodico fondato da Gaetano Rummo.
Dopo la morte di Rummo, Moscati dovette battersi affinché nella nuova redazione, ormai passata sotto la direzione del figlio Amedeo, il prof. Landolfi ricoprisse l'incarico di redattore-capo.
Dopo la morte di Giuseppe Moscati, Landolfi fece una accurata commemorazione e la raccolta di lettere in cui vi si trova la corrispondenza tra i due clinici è stato poi, assieme alle sue testimonianze, di rilevante importanza per ricostruire particolari aspetti della vita del santo.
Riguardo Moscati, Landolfi affermò
(Michele Landolfi)

## La scuola medica napoletana
Nel Novecento a Napoli vissero ed operarono medici e clinici, tra essi Giuseppe Moscati, canonizzato nel 1987, Leonardo Bianchi che fu tra i padri della psichiatria italiana e il suo allievo Onofrio Fragnito, fino ad arrivare a Giovanni Pascale pioniere della lotta contro i tumori.
Questo gruppo di valorosi esponenti della classe medica è tradizionalmente inserito nell'abito della scuola napoletana, che ancora oggi rappresenta un importante punto di riferimento per i giovani che si avvicinano alla professione medica. I medici che lavorarono nella scuola del Sannio furono vicini e collaborarono nella loro attività professionale, ad esempio: il maestro Domenico Capozzi, originario di Morcone, la grande amicizia che legò San Giuseppe Moscati a Michete Landolfi, Mario Mazzeo, Luigi Ferrannini e Mario De Mennato, la figura di Gaetano Rummo, che sul proprio giornale “La Riforma Medica”, ospitò articoli di tanti suoi conterranei, e infine il rapporto che legò Leonardo Bianchi al suo discepolo Onofrio Fragnito, il quale,  divenne uno dei più stimati neurologi d’Italia. Tra costoro alcuni furono veri e propri precursori di discipline di cui solo successivamente la medicina moderna ha riconosciuto l'importanza, tra loro: Clemente Romano per l’ortopedia, Abele De Blasio per l'antropologia, Armando Zuppa per la radiologia e suo padre Domenico per la tutela professionale dei medici condotti, oltre ad Andrea Ferrannini che legò il suo nome a numerose scoperte scientifiche e al già citato Giovanni Pascale, che fu tra i più noti oncologi d’Italia. Tra questi, è doveroso ricordare anche le figure di tre pediatri: Giovanni Racchi, Attilio Emanuele e Luigi Cerza, che diedero il loro contributo in anni poco facili, funestati da epidemie, dal problema dell'infanzia abbandonata e dalla diffusa mortalità infantile. Ed ancora, tra i medici, vanno ricordati Carlo Tessitore, il tropicalista di Guardia Sanframondi, morto nel Congo belga dove studiava le terapie contro la malaria, Gennaro Ciaburri, che guidato dal grande amore per gli animali trascurò la professione di medico per dedicarsi con tutte le forze alla lotta contro la vivisezione, Orlando Cantelmo, docente universitario, Alfonso Cocca, valoroso medico emigrato in Argentina e Luigi De Paolis, che prestò a lungo la sua opera per i terremotati di Casamicciola del 1883, e istituì nel proprio ambulatorio le visite gratuite per le donne povere.
È tra i tanti medici, emerge Giuseppe Moscati, elevato agli altari da Papa Giovanni Paolo II, che con grande umanità fu vicino, gratuitamente, ai poveri ed ai bisognosi i quali ancora oggi, con fiducia si rivolgono a lui, considerato il santo medico di Napoli.